# یک جدایی خشن
یک جدایی خشن (انگلیسی: A Violent Separation) یک فیلم جنایی درام آمریکایی به کارگردانی کوین و مایکل گتز و نویسندگی مایکل آرکوف است که در سال ۲۰۱۹ منتشر شد و برنتون توایتز، کلر هولت و آلیسیا دبنم کری بازیگران آن می باشند.